# Paccius quinteri
Paccius quinteri is een spinnensoort uit de familie van de Trachelidae.
De wetenschappelijke naam van de soort werd in 2000 gepubliceerd door Norman Ira Platnick.